# Acantholimon virens
Acantholimon virens är en triftväxtart som beskrevs av Ekaterina Georgiewna Czerniakowska. Acantholimon virens ingår i släktet Acantholimon och familjen triftväxter. Inga underarter finns listade i Catalogue of Life.